# 和田村 (静岡県浜名郡)
和田村（わだむら）は、かつて静岡県長上郡・浜名郡に属していた村である。現在の浜松市中央区南東部にあたる。本項では発足時の名称である橋田村（はしだむら）についても記す。

## 地理
- 河川：安間川、天竜川

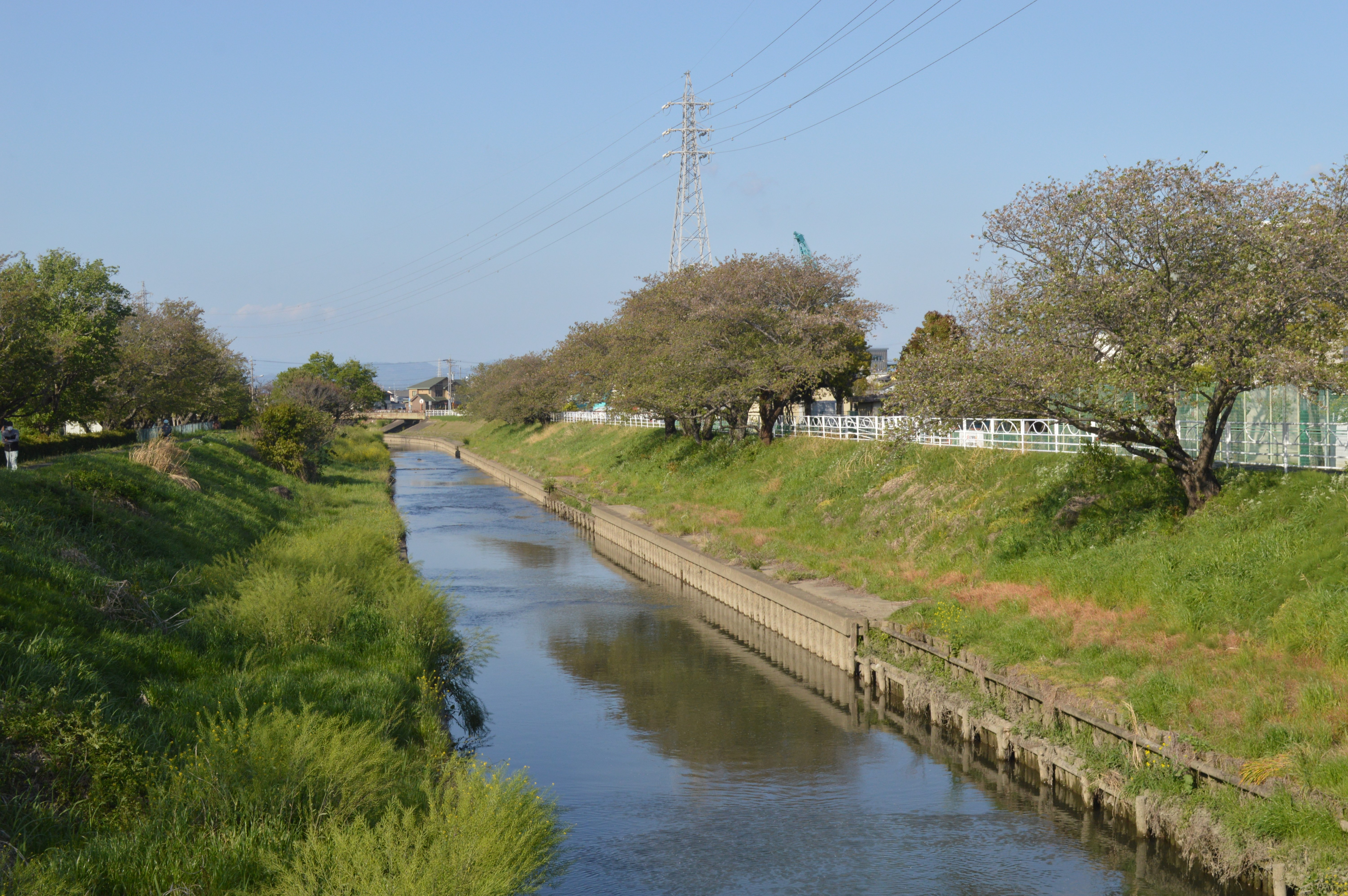
安間川
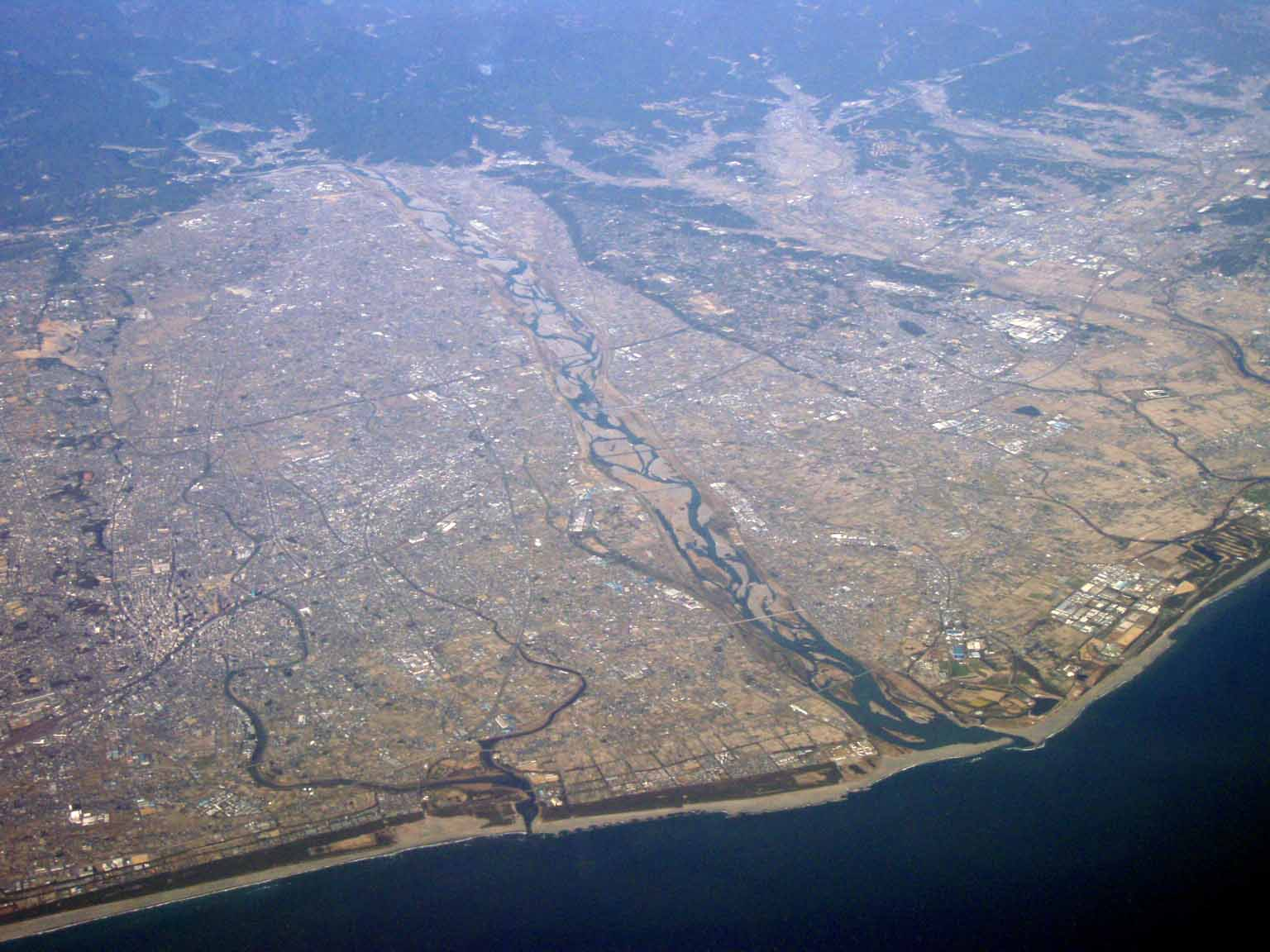
和田村があった浜松平野と天竜川

## 歴史
- 1889年（明治22年）4月1日 - 町村制の施行により篠ヶ瀬村、永田村、橋羽村、長鶴村、龍光村、半場村、安間村、安間新田村、北島村、薬師村、薬師新田村が合併して長上郡橋田村が発足。
- 1891年（明治24年）6月12日 - 橋田村が和田村に改称。
- 1896年（明治29年）4月1日 - 郡制の施行により所属郡が浜名郡に変更。
- 1954年（昭和29年）3月31日 - 浜松市に編入。同日和田村廃止。
- 2007年（平成19年）4月1日 - 浜松市が政令指定都市に移行し、旧村域は東区の所属となる。
- 2024年（令和6年）1月1日 - 浜松市の行政区再編に伴い、旧村域が中央区となる。

## 交通

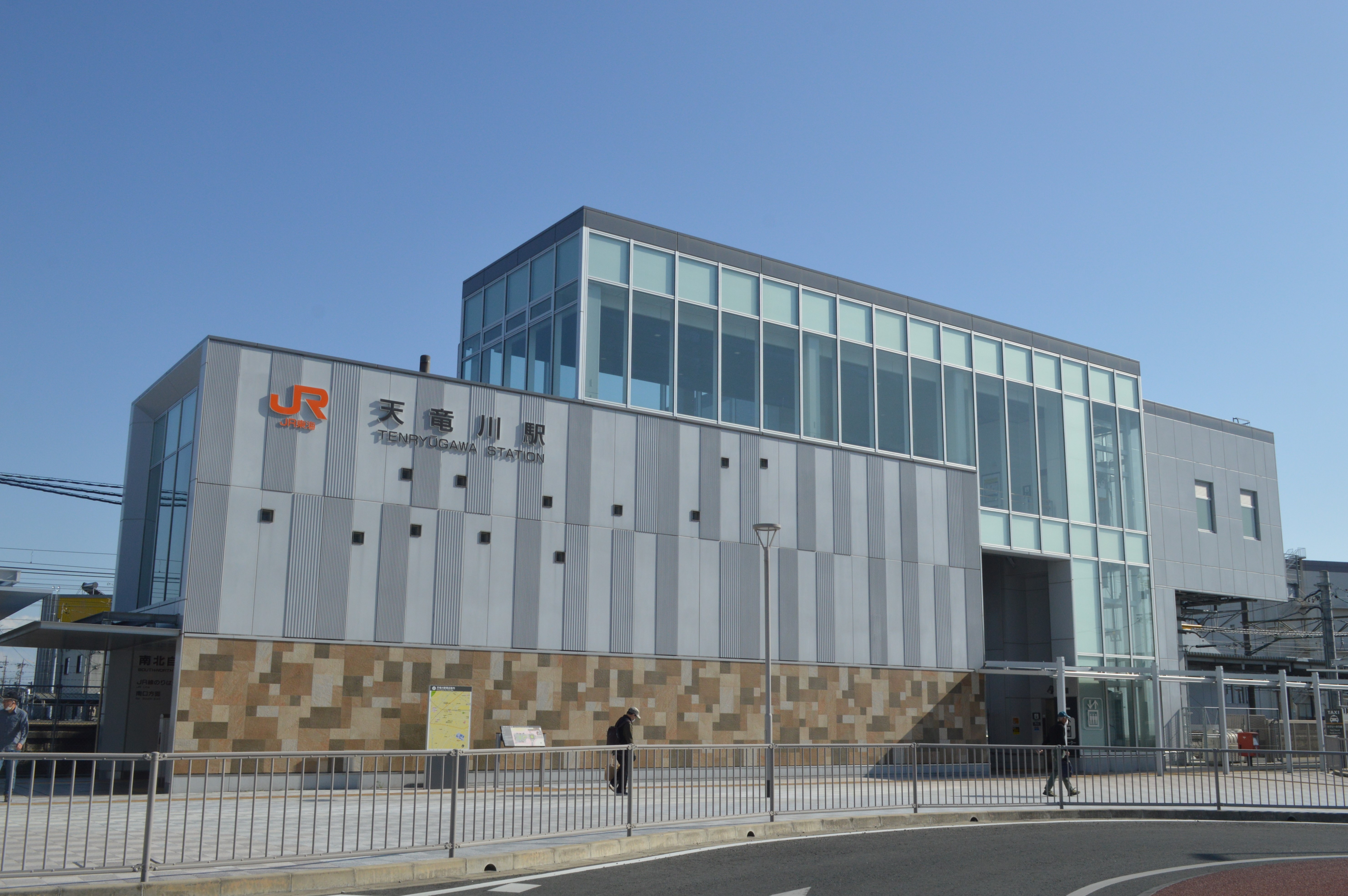
天竜川駅

### 鉄道
- 日本国有鉄道
  - 東海道本線
    - 天竜川駅

- 浜松電気鉄道（遠州鉄道の子会社）
  - 中ノ町線（1937年廃止）
    - 永田駅 - 橋羽駅 - 薬師駅 - （安間橋駅も所在か）

### 道路
- 国道1号（東海道）

## 教育

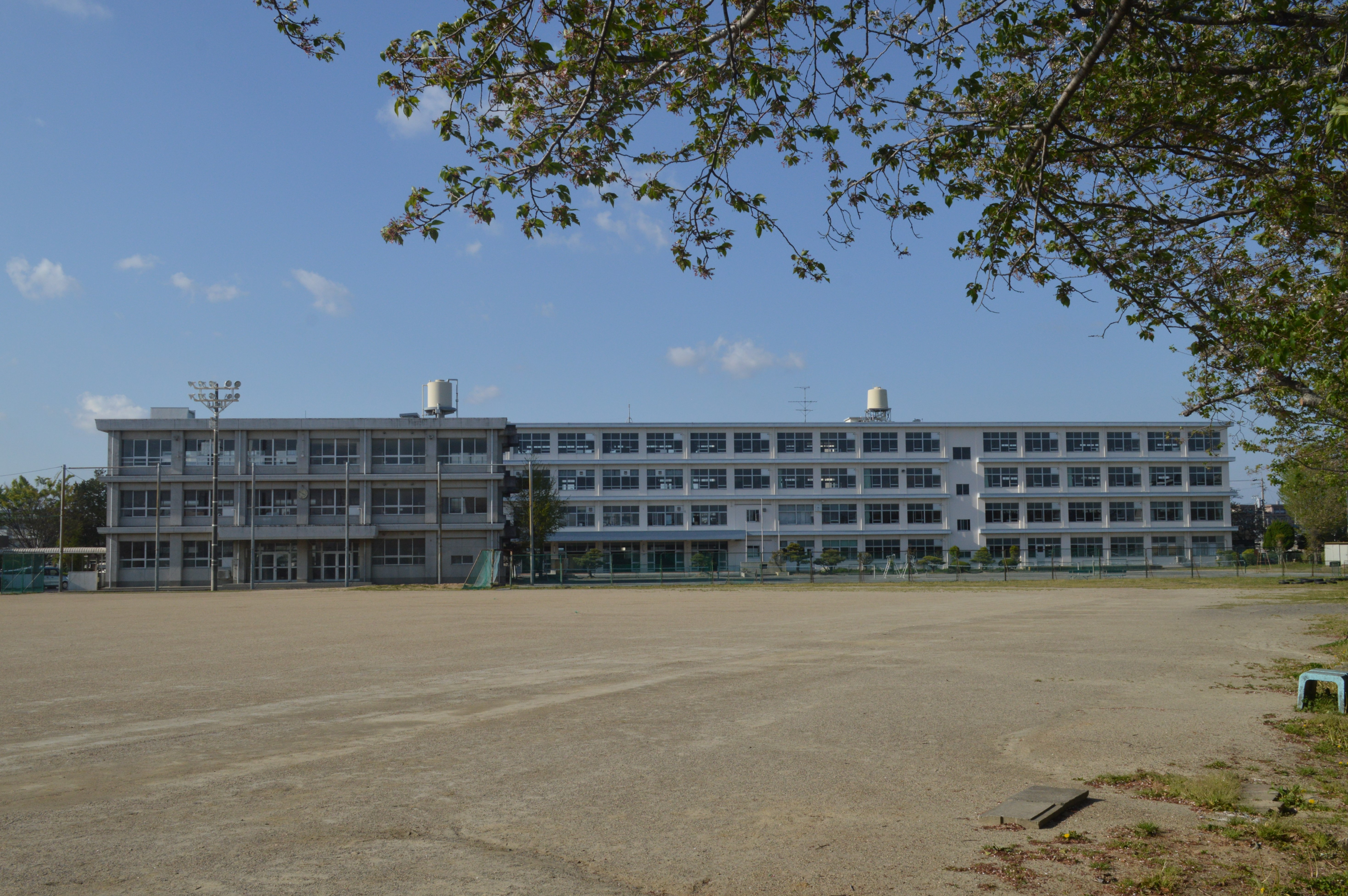
天竜中学校

### 小学校
- 和田村立和田小学校[1]

### 中学校
- 和田村立和田中学校→和田村中ノ町村組合立天竜中学校[2]

## 名所・旧跡

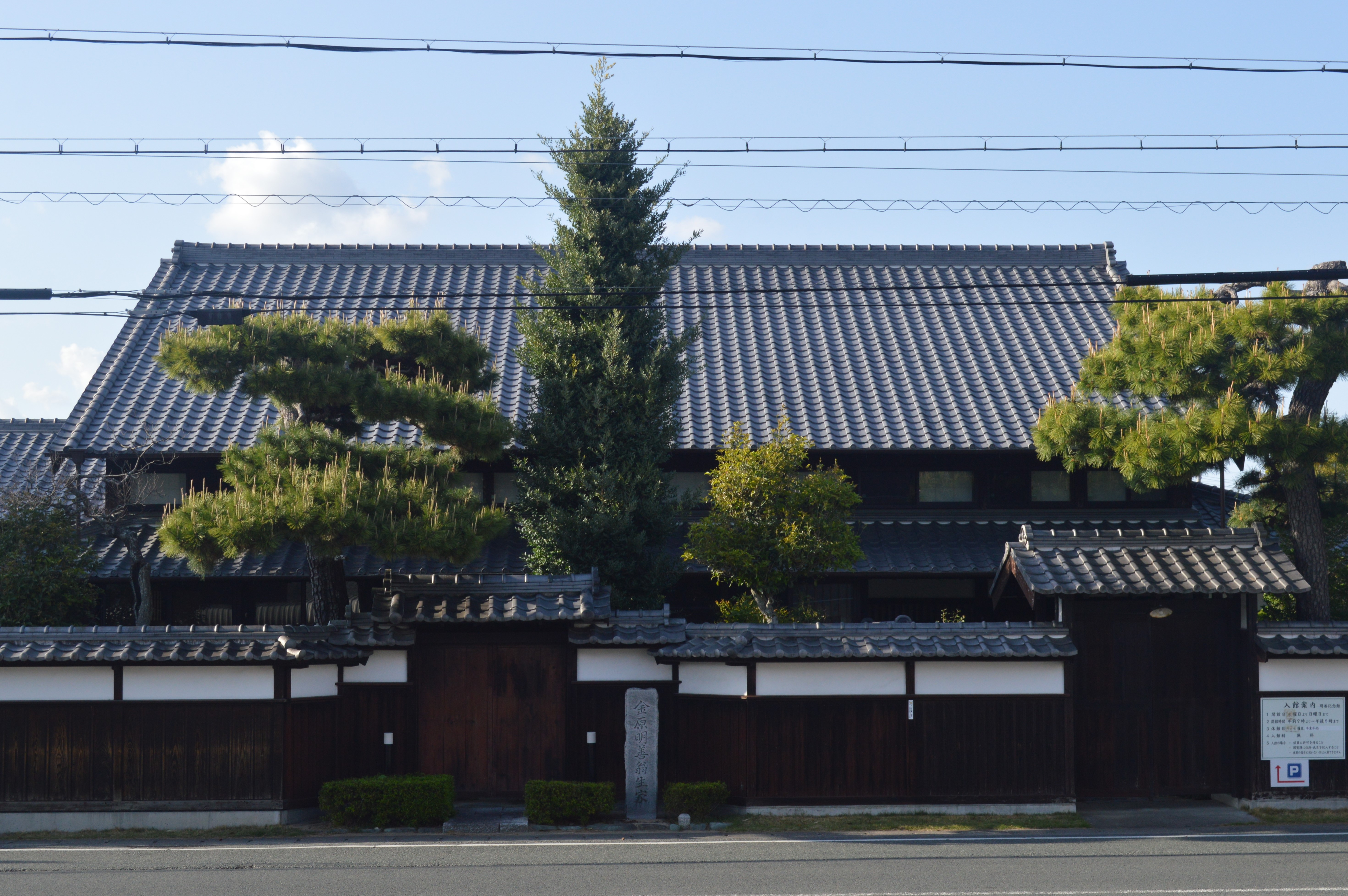
金原明善翁生家・記念館
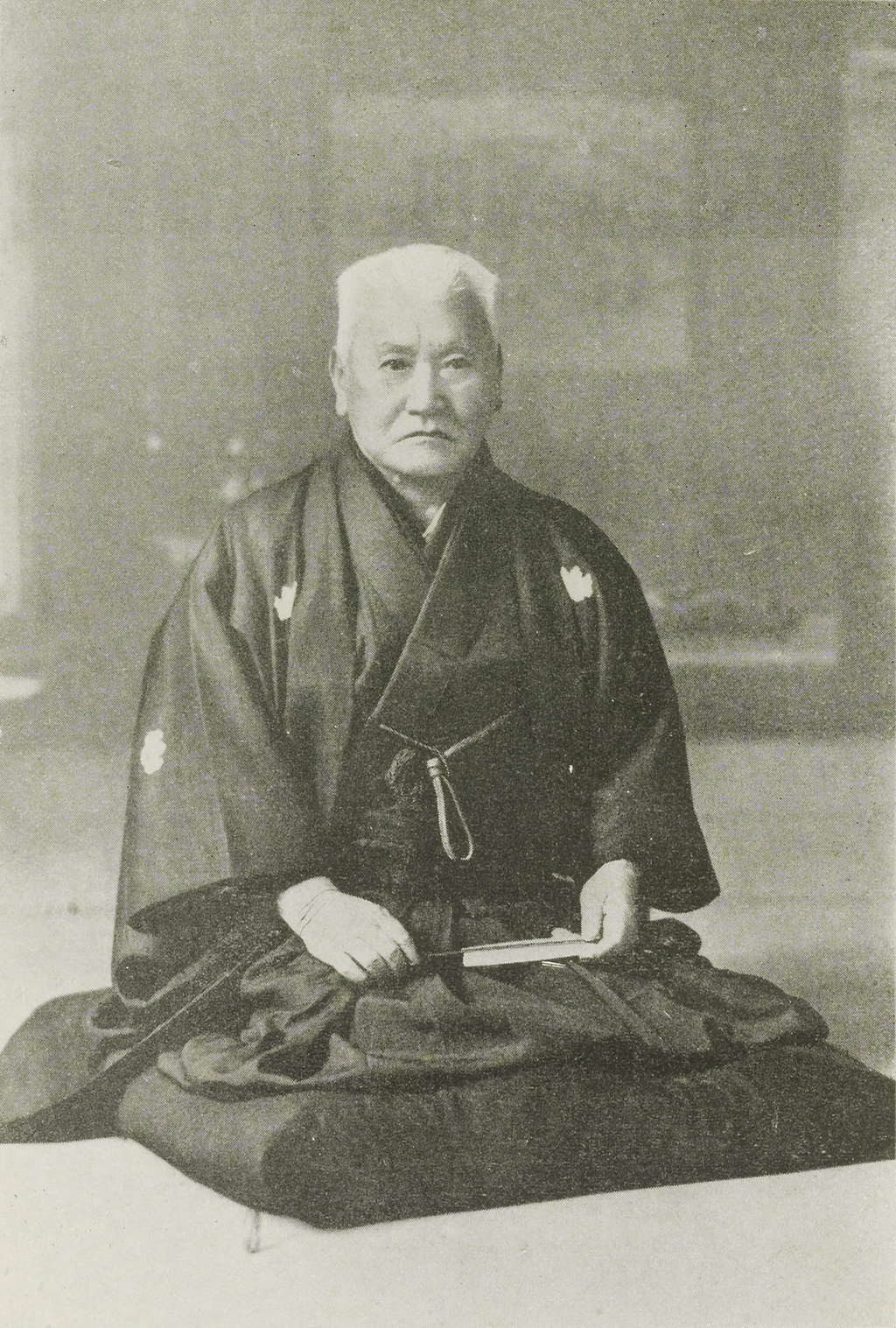
金原明善

- 金原明善翁生家・記念館
- 金原明善

## 出身者
- 金原明善 - 実業家。天竜川の治水事業などに携わり、和田村長も務めた。